# I. e. 131
Évszázadok: i. e. 3. század – i. e. 2. század – i. e. 1. század
Évtizedek: i. e. 180-as évek – i. e. 170-es évek – i. e. 160-as évek – i. e. 150-es évek – i. e. 140-es évek – i. e. 130-as évek – i. e. 120-as évek – i. e. 110-es évek – i. e. 100-as évek – i. e. 90-es évek – i. e. 80-as évek
Évek: i. e. 136 – i. e. 135 – i. e. 134 – i. e. 133 –  i. e. 132 – i. e. 131 – i. e. 130 – i. e. 129 – i. e. 128 – i. e. 127 – i. e. 126

## Események

### Róma
- Lucius Valerius Flaccust és Publius Licinius Crassus Dives Mucianust választják consulnak.
- Licinius Crassus, aki egyben pontifex maximus, megtiltja consultársának Itália elhagyását, azzal az indokkal hogy Mars papja és elhanyagolná szakrális teendőit. Így ő vezeti a római csapatokat a pergamoni lázadás leverésére (és ő az első pontifex maximus, aki önszántából elhagyja Itália területét). Csatát veszít ellenük és menekülés közben megölik.
- Először fordul elő, hogy mindkét censor, Quintus Caecilius Metellus Macedonicus és Quintus Pompeius plebeius származású. Az egyre szabadosabb nemi erkölcsök miatt Metellus törvényjavaslatot nyújt be, hogy minden férfinak kötelező legyen megnősülnie. Összetűzésbe keveredik Caius Atinius Labeo Macerio néptribunussal, akit kitiltat a szenátusból. Később Labeo Macerio, kihasználva hivatala miatti érinthetetlenségét, megragadja az utcán Metellust és a tarpeji sziklához vonszolja, hogy ledobja onnan. A censor életét csak egy másik néptribunus közbeavatkozása menti meg.
- Caius Papirius Carbo néptribunus törvénye alapján ezentúl a törvényhozás szavazásai is titkosak.
- A census során 318 823 római polgárt számlálnak össze.

### India
- Meghal Vaszudzsjestha, a Sunga Birodalom uralkodója. Utóda (fél)testvére, Vaszumitra.

## Halálozások
- Publius Licinius Crassus Dives Mucianus, római hadvezér és államférfi
- Vaszudzsjestha, a Sunga Birodalom királya

## Fordítás
- Ez a szócikk részben vagy egészben  a(z)   131 av. J.-C. című francia Wikipédia-szócikk ezen változatának fordításán alapul.  Az eredeti cikk szerkesztőit annak laptörténete sorolja fel. Ez a jelzés csupán a megfogalmazás eredetét és a szerzői jogokat jelzi, nem szolgál a cikkben szereplő információk forrásmegjelöléseként.